# Downtown (duo)

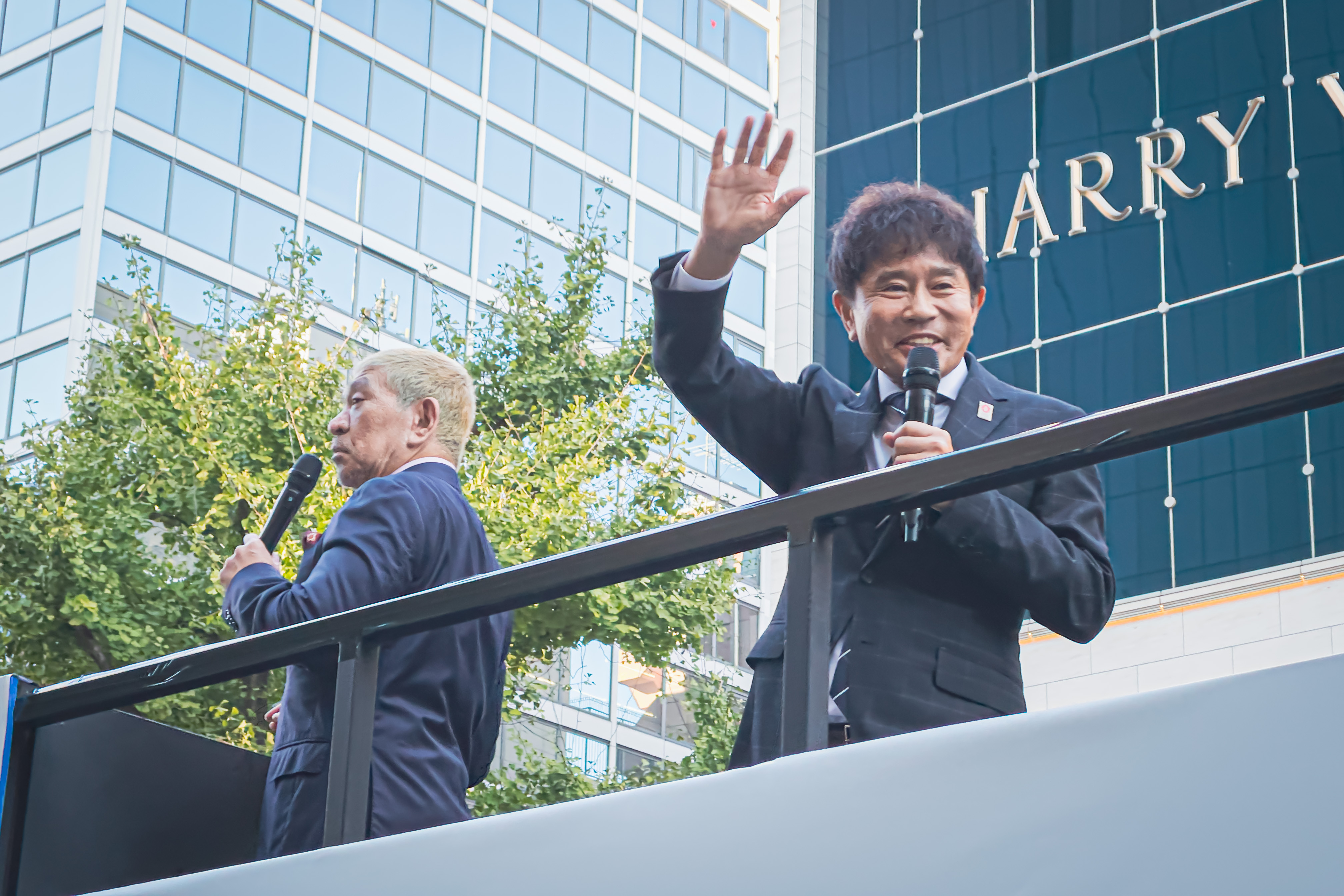
Le duo Downtown dans les rue d'Osaka en 2022. Hitoshi Matsumoto à gauche et Masatoshi Hamada à droite

 (décembre 2012).
Si vous disposez d'ouvrages ou d'articles de référence ou si vous connaissez des sites web de qualité traitant du thème abordé ici, merci de compléter l'article en donnant les références utiles à sa vérifiabilité et en les liant à la section « Notes et références ».
Pour les articles homonymes, voir Downtown.
Downtown (ダウンタウン, Dauntaun), composé de Hitoshi Matsumoto et de Masatoshi Hamada, est un duo comique japonais.

## Biographie
Downtown est un duo comique manzai / owarai créé en 1982, composé du boke (comique) Hitoshi Matsumoto (alias Matchan) et du tsukkomi (sérieux) Masatoshi Hamada (« Hama-chan »), anciens camarades d'école tous deux nés en 1963.
Le duo anime de nombreuses émissions de télévision, dont les populaires Hey! Hey! Hey! Music Champ et Downtown no Gaki no Tsukai ya Arahende!!, dont l'une des séquences les plus fameuses, Silent toshokan (サイレント図書館), un jeu devant se dérouler en silence dans une bibliothèque publique, a été adaptée à l'étranger sous les noms Chut, chut, chut  en France, Silent Library aux États-Unis, et Fist of Zen au Royaume-Uni.
Downtown a aussi sorti une dizaine d'albums musicaux et autant de singles, dont certains sous le nom Geisha Girls. Les deux membres mènent aussi des activités artistiques parallèles en solo, comme la collaboration musicale de Masatoshi Hamada avec Tetsuya Komuro dans le groupe H Jungle with t.
« [Hitoshi Matsumoto], c’est le grand parrain de la comédie au Japon, celui qui décrète ce qui est drôle et ce qui ne l’est pas. »

### Début
Matsumoto et Hamada ont tous deux fréquenté l'école élémentaire Ushio à Amagasaki dans la région du Kansai. Ils sont devenus amis seulement lors de leur deuxième année à l'école Taisei Junior High School à Amagasaki, où ils ont tous deux rejoint le cercle de radiodiffusion de l'école. Ils étaient appelés Mattsun (まっつん) et Hama-chon (はま ちょん). Hamada a ensuite plaisanté avec Matsumoto sur le sujet de devenir un duo comique ensemble et l'idée resta gravée dans leurs têtes. À l'époque, Matsumoto fait partie d'un trio manzai appelé Koma Daisanshibu avec deux de ses camarades de classe, Ito et Morioka.
Un jour, le partenaire de Matsumoto, Ito a eu une altercation avec Hamada, qui a dégénéré en une bagarre dans la rue. Hamada a gagné. Ito et Morioka ont dit à Matsumoto que s'il voulait les suivre c'était son choix. Matsumoto n'était pas sûr de ce qu'il devait faire, mais il a commencé à marcher dans la même direction que Hamada parce que c'était la direction opposée à celle de la maison d'Ito. On dit que cet incident a marqué le début de Downtown.
Ils ont été séparés quand ils sont entrés dans différentes écoles secondaires. Le pensionnat où Hamada est entré était très strict, et Hamada a tenté de s'en évader à plusieurs reprises. Chaque fois qu'il a réussi à s'enfuir, il a bénéficié de l'aide Matsumoto, en se cachant à son domicile pendant plusieurs jours avant d'être rattrapé par ses professeurs. Hamada continue de s'échapper, en appelant Matsumoto et en lui empruntant de l'argent pour acheter de la nourriture, il finit par se faire prendre à nouveau, tout au long de ses années de lycée. Matsumoto est entré dans une école locale de technologie, et est devenu le leader de l'orchestre de l'école, mais il a rapidement commencé à faire l'école buissonnière pour passer du temps avec sa petite amie de l'époque.

### Naissance de Downtown
Après ses études, Hamada n'était pas heureux dans son travail comme réparateur de bateaux à moteur. Hamada a toujours en tête de devenir comédien. Il invite donc Matsumoto à se joindre à lui pour former un duo de comédiens. À l'époque, Matsumoto avait une offre d'emploi dans l'imprimerie d'une compagnie de publicité locale, mais il décida de rejoindre Hamada. Bien que l'agence Shōchicku Geinō  choisie par Matsumoto les ait tous deux refusé, les deux sont allés avec le choix de Hamada et entré dans la Kogyo Yoshimoto : NSC (Création Nouvelle Star) à Osaka. Leur premier nom de Duo Kombi était Matsumoto Hamada. Les autres noms qu'ils avaient choisis étaient Hitoshi Masashi, Teruo-Haruo, et Frères Wright, avant de se décider pour Downtown, un nom choisi à partir d'un magazine. Ils ont fait leurs débuts à la télévision pour la première fois en 1983.
Matsumoto et Hamada ont reçu des commentaires positifs d'anciens comédiens dans la firme NSC, mais ils avaient tous deux beaucoup de difficultés à faire rire le public, parfois jusqu'à recevoir des insultes. Ils organisaient leurs programmes par eux-mêmes, mais ne pouvaient pas forcer les gens à les regarder, même si les billets étaient gratuits. Matsumoto décrit ces premières années comme l'enfer, montrant son immense frustration et son stress pendant cette période. Ils ont même envisagé d'abandonner à un moment donné. Sans assez d'argent pour vivre de leurs moyens, ils ont dû vivre avec leurs parents, les déplacements pour se rendre au travail jusqu'à la ville en train coûtaient cher pour leurs faibles moyens. Ironie du sort, Matsumoto a dû chercher un emploi à temps partiel, et il choisit la compagnie de publicité qu'il était initialement censé intégrer après ses études secondaires, tout en travaillant sur Downtown.
Malgré les difficultés, ils ont progressivement augmenté leur cote d'écoute. En avril 1987 (quatre ans après leurs débuts), ils ont commencé à animer une émission de télévision locale appelée Yoji Desu Yoda (« Il est quatre heures »), qui a immédiatement gagné en popularité dans la région. Ils ont commencé à faire de la musique, des publicités et de simples photos pour des magazines dans lesquels ils posent comme mannequins. Ils ont été populaire en particulier chez les filles des écoles secondaires. Après un concert d'adieu en larmes sur Yoji Desu Yoda, ils ont déménagé à Tokyo en 1989, faisant des apparitions diverses dans des émissions de télévision de faible audience. Cette même année, Hamada et Matsumoto ont créé leur émission de variétés Downtown no Gaki no Tsukai ya Arahende!!. En outre, ils ont créé plusieurs autres émissions de variétés à succès, comme Downtown ne Gottsu Ee kanji, Downtown DX et Hey! Hey! Hey! Music Champ.
Comme avec la plupart des Duo owarai kombi, il existe un boke et un tsukkomi. Matsumoto est le boke des deux, chaque fois qu'il dit quelque chose de désagréable ou de ridicule Hamada lui tape sur la tête, le tsukkomi, Hamada est également connu pour attaquer verbalement d'autres talento et célébrités de façon agressive, ce qui lui a valu le surnom de Do ESU no Hamada (ド S の 浜田), ou Hamada le super sadique.
Les années 1980 étaient une bonne époque pour les styles d'humour du manzai, mais Downtown a adopté une approche originale, en utilisant un processus lent et un ton marmonnant qui déconcertait les comédiens plus âgés. Alors que d'autres duos effectuaient le manzai face au public. Matsumoto et Hamada ignorent parfois la présence du public durant leur émission. Leur contribution à l'humour manzai est incommensurable. De nombreux comédiens en herbe ont copié des parties du style de Downtown, mais Matsumoto et Hamada n'ont jamais eu de mentor.
Shinsuke Shimada, un comédien de premier plan manzai, avait été l'un de ceux qui doutaient avant d'avoir vu l'une des émissions de Downtown. Shimada a été surpris par la façon dont Downtown était drôle et complexe, et a immédiatement annoncé sa retraite du manzai. Dans sa conférence de presse, Shimada a cité Downtown comme la principale raison de son départ à la retraite, mais la presse a ignoré ces commentaires, puisque le duo avait très peu de popularité à l'époque, et on écrivit plutôt que Shimada se sentait dépassé par un autre duo manzai, Saburo-Shiro . Par la suite, Matsumoto a coanimé un talk-show TV (Matsushin) avec Shimada.
Un autre aspect important de la comédie de Downtown est leur volonté de tout faire par eux-mêmes et d'être les dindons de la farce. Alors que de nombreux comédiens populaires Manzai se moquent d'eux, Downtown a toujours pris des rôles dans des émissions ou le ridicule est mis en avant-plan, même après être devenu populaire. Tout cela reste particulièrement évident dans Gaki No Tsukai où ils doivent endurer d'innombrables punitions physiques et mentales, telles que leurs Batsu Game. En règle générale, ces rôles sont réservés aux jeunes ou aux comédiens les moins populaires, mais Matsumoto et Hamada adorent jouer ces rôles, même après être devenus membres de l'élite du divertissement japonais.

## Relations privées
Bien qu'ils semblent être les meilleurs amis du monde, Hamada et Matsumoto admettent qu'ils ne sont pas aussi proches que l'on puisse penser. Dans leurs nombreux entretiens, ils ont fait certaine révélations :
- Ils ne se sont jamais donné leurs numéros de téléphone cellulaire, comme ils ne jugent pas nécessaire de se téléphoner. Matsumoto a téléphoné sur le téléphone cellulaire d'Hamada une seule fois : lorsque Hamada s'est fracturé la jambe droite (après avoir donné un coup de pied sur un casier quand il était fou de rage) et a été emmené à l'hôpital. Il a dû demander à un membre du personnel son numéro.
- Ils ne voyagent pas ensemble en avion lorsque le travail le demande.
- Ils trouvent tous deux qu'il est extrêmement impoli et déplaisant d'être laissé seul dans une pièce.
- Après le mariage de Hamada, Matsumoto n'a plus jamais été à sa résidence.
- Matsumoto a seulement vu le fils d'Hamada une fois, quand il était encore un nourrisson.
- Par pure coïncidence en vacances à Guam, lorsque Matsumoto a vu Hamada, Matsumoto l'a évité. Quand plus tard Hamada lui a demandé pourquoi il ne lui à pas parlé, il a répondu qu'il était trop gêné.
- Matsumoto a dit que s'ils quittent leur emploi dans Downtown, ils ne seraient probablement pas en mesure de redevenir amis.
- Sur le plateau de Hey! Hey! Hey! Music Champ, Matsumoto a été impressionné par la façon dont deux chanteuses passaient autant de temps ensemble comme de vraies amies ; il se tourna vers ce dernier et lui dit : « Je préfère manger sur le sol que d'aller dîner avec toi. »
- Cela ne signifie pas qu'il ne s'entendent pas en dehors du travail. Bien qu'ils ne se considèrent pas comme des vrais amis, leur relation d'affaires témoigne du plus grand respect. Hamada a dit que « si un jour ils se séparent, il ne ferait plus jamais d'émission humoristique avec qui que ce soit, car il n'y a pas d'autre personne avec qui il aimerait faire son émission télévisée » (Matsumoto a exprimé la même chose pour Hamada). Il a également dit qu'il se donne a fond dans l'émission pour Matsumoto.
- Matsumoto a dit que si jamais le duo se sépare, ils aimeraient faire leur émission une dernière fois au théâtre Yoshimoto Kogyo à Osaka, le théâtre même où Downtown est né.

## Gaki no tsukai
Le duo anime l'émission Downtown no Gaki no Tsukai ya Arahende!!, née en 1989, avec Hōsei Yamasaki (山崎 邦正, Yamasaki Hōsei, alias Yama-chan) depuis 1995 et le duo Cocorico (en) composé de Naoki Tanaka (田中 直樹, Tanaka Naoki) et de Shōzō Endō (遠藤 章造, Endō Shōzō) depuis 1997. L'émission est surtout connue pour les batsu game (罰ゲーム, batsu gēmu), des jeux de punition organisés à la suite d'un pari perdu, en particulier la série Waratte wa ikenai (笑ってはいけないシリーズ, Waratte wa ikenai shirīzu) diffusée annuellement le 31 décembre au soir depuis 2004, après avoir été introduite en 2003. Les règles sont simples : le but est de ne pas rire pendant 24 h, sous peine d'être puni par un coup sur les fesses (l'outil utilisé change à chaque émission, voire pendant l'émission). Le staff de Downtown crée un environnement dans une école, un hôpital ou un hôtel, et y fait vivre aux membres des situations drôles pour les forcer à rire.

### Controverses
Hamada a été critiqué[Par qui ?] pour s’être déguisé lors du programme du réveillon du 1er janvier 2018 en Eddie Murphy, se couvrant le visage d'un produit noir, ce qui rappelle le phénomène du blackface ; beaucoup de spectateurs ont également exprimé leur désapprobation vis-à-vis de la violence de la punition appliquée à la tarento Becky lors de cette émission.
En 2024, Hitoshi Matsumoto est accusé de harcèlement sexuel et met sa carrière en pause pour préparer sa défense.

## Télévision
Émissions actuelles
- Downtown no Gaki no Tsukai ya Arahende!! (ダウンタウンのガキの使いやあらへんで!!?), Nippon Television, dimanche depuis 1989
- Hey! Hey! Hey! Music Champ, Fuji Television, les lundis depuis 1994
- LINCOLN (リンカーン?), TBS, les mardis depuis 2005
- Downtown DX (ダウンタウンDX?), Yomiuri TV, les jeudis depuis 1993

Anciennes émissions
- Yoji Desu Yōda (4時ですよーだ?), Mainichi Hōsō, 1987-1989
- Downtown no Moto (ダウンタウンの素?), Mainichi Hōsō, 1990-1992
- Downtown no Buchi Ee Kanji (ダウンタウンのぶちええ感じ?), Fuji Television, 1991-1997
- Nama Nama Nama Nama Downtown (生生生生ダウンタウン?), TBS, 1992-1993
- Downtown Jiru (ダウンタウン汗?), TBS, 1993-1994
- Hatsumei Shōgun Downtown (発明将軍ダウンタウン?), Fuji Television, 1993-1996
- Kaza-ana Downtown (かざあなダウンタウン?), All-Nippon News Network, 1995-1996
- WORLD DOWNTOWN, Fuji Television, 1995
- Kangaeru Hito (考えるヒト?), Fuji Television, 2004-2005

Drames
- Downtown monogatari (ダウンタウン物語?) (MBS, 1987)
- Katsura Sanshi no ŌATARI! Shoshun Nagaya (桂三枝の大当り!初春長屋?) (Kansai TV, 1988)
- The Yoshimoto Kōgyō Satsujin Jiken (THE 吉本興業殺人事件?) (ABC, 1988)
- Ucchan Nanchan no Convenience monogatari (ウッチャンナンチャンのコンビニエンス物語?) (TV Tokyo, 1990, Artistes invités)
- Yonimo Kimyō na monogatari Gyakuten (世にも奇妙な物語「逆転」?) (Fuji TV, 1992)
- Ashita ga Arusa (明日があるさ?) (Nippon TV, 2001)
- Densetsu no Kyōshi (伝説の教師?) (Nippon TV, 2000) Matsumoto seulement; Hamada fait une courte apparitions au dernier épisode.